# Park Ivana Jilemnického
Park Ivana Jilemnického se nachází na území bývalé vinice v Praze 10, Strašnicích. Je ohraničen ulicemi Černokostelecká, Na Palouku a Na Výsluní. Své jméno získal v roce 2014 po místním sochaři Ivanu Jilemnickém. Park byl založen už někdy mezi lety 1924 až 1938 a od svého vzniku prošel drobnými úpravami, které nezměnily jeho dispozice ani tvar. Zeleň osázenou do tvaru lidského oka lemují cesty a na východním okraji schodiště, které spojuje Strašnice s vilovou čtvrtí v Malešicích. Na území parku se nachází dětské hřiště, Pítko a několik soch (Vodopád, Bouře) I. Jilemnického.